# Republiken Kinas nationella militär
Republiken Kinas nationella militär etablerades 1947 ur Nationella revolutionära armén och är sedan 1949 Taiwans nationella försvar.
Militären består av fem olika organisationer:
- Armé
- Flotta (inkluderar marinkår)
- Flygvapen
- Militärpolis
- Försvarsreserv

## Historia
Republiken Kina tog största delen av flottan och flygvapen med sig då den evakuerade till ön Taiwan. Detta i sin tur försvårade Mao Zedongs plan att erövra ön och kväva Chiang Kai-sheks motstånd slutgiltigt.
Traditionellt har militärens roll varit endast militaristisk men sedan 2009 har soldaterna används också i röjning efter naturkatastrofer. Detta började efter armén fick kritik efter taifunon Morakot år 2009.

### Värnplikt
Värnplikten tillträddes år 1951. De sista beväringar blev färdiga med sin tjänstgöring år 2018.. I oktober 2020 sade 66 % av befolkningen att Taiwan borde återinföra värnplikten och 52 % tyckte att militären borde öppna uppbåd också för kvinnor.. 
Värnplikten rörde män mellan 18 och 30. Det fanns en möjlighet för civiltjänst i polis- eller brandstation, inom offentliga hälsovård eller glesbygdsskolor.

## Idag
Taiwans nuvarande grundlag förbjuder explicit att använda landets nationella militär för privata eller partipolitiska ändamål. Det är också förbjudet för dem i aktiv tjänstgöring att fungera i offentliga förtroendeuppdrag.
Antal stående styrkor är 165 000 (0,7 % av hela befolkningen). Ytterligare finns det 1 657 000 reservister..
År 2023 är militärens budget 416 miljarderNT$ (ca 13 miljarder USD).